# Bombe à eau
Une bombe à eau est un type de bombe artisanale couramment fabriquée. Elle est faite avec un ballon de baudruche rempli d'eau, et utilisée comme un jeu enfantin ou une farce. Le ballon rempli d'eau cède en touchant une cible (sol, personne …), provoquant une éclaboussure. 
Les bombes à eau sont également populaires pour certaines célébrations, comme le Holi et le carnaval en Inde, au Népal et dans d'autres pays,.

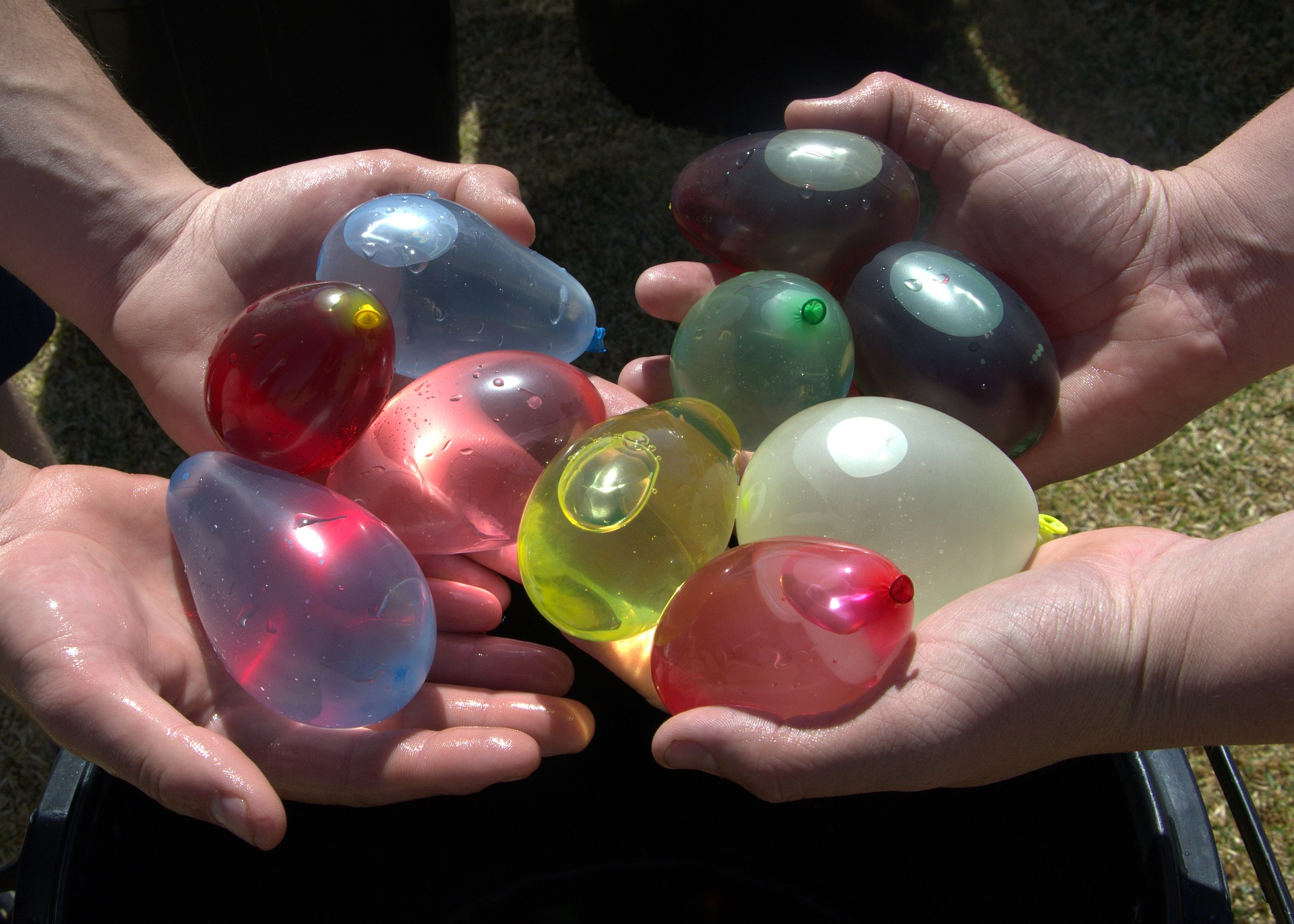
Bombes prêtes à servir
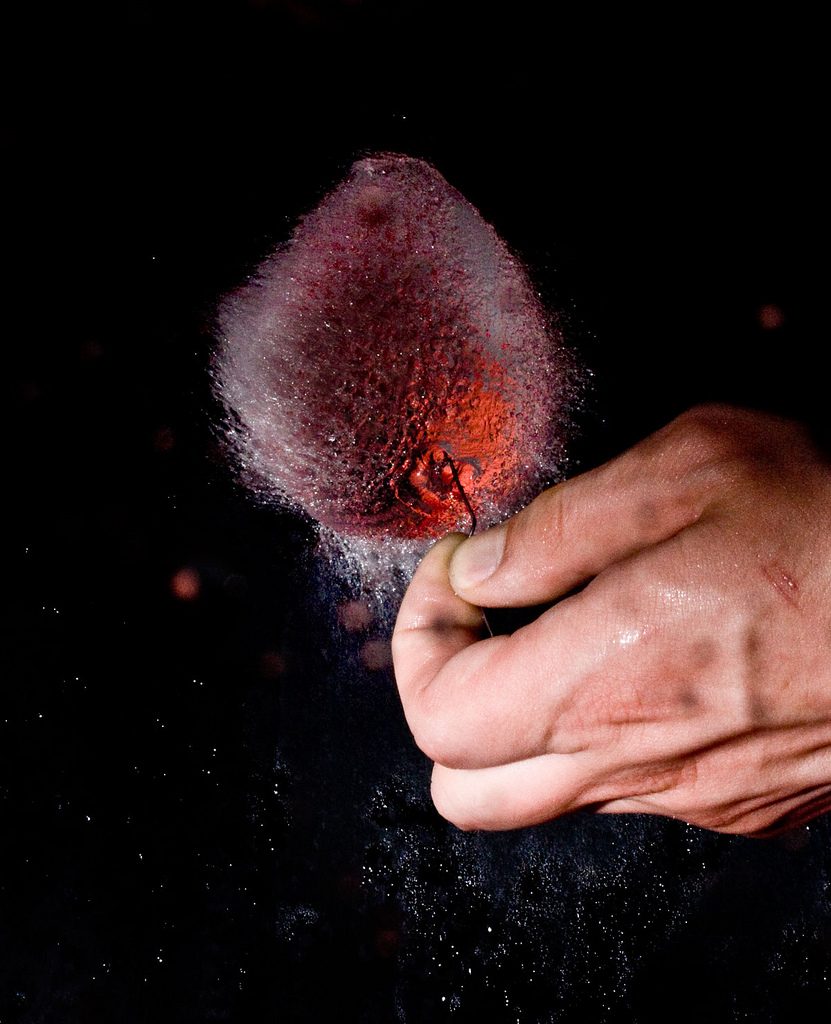
Bombe à eau en train d'exploser
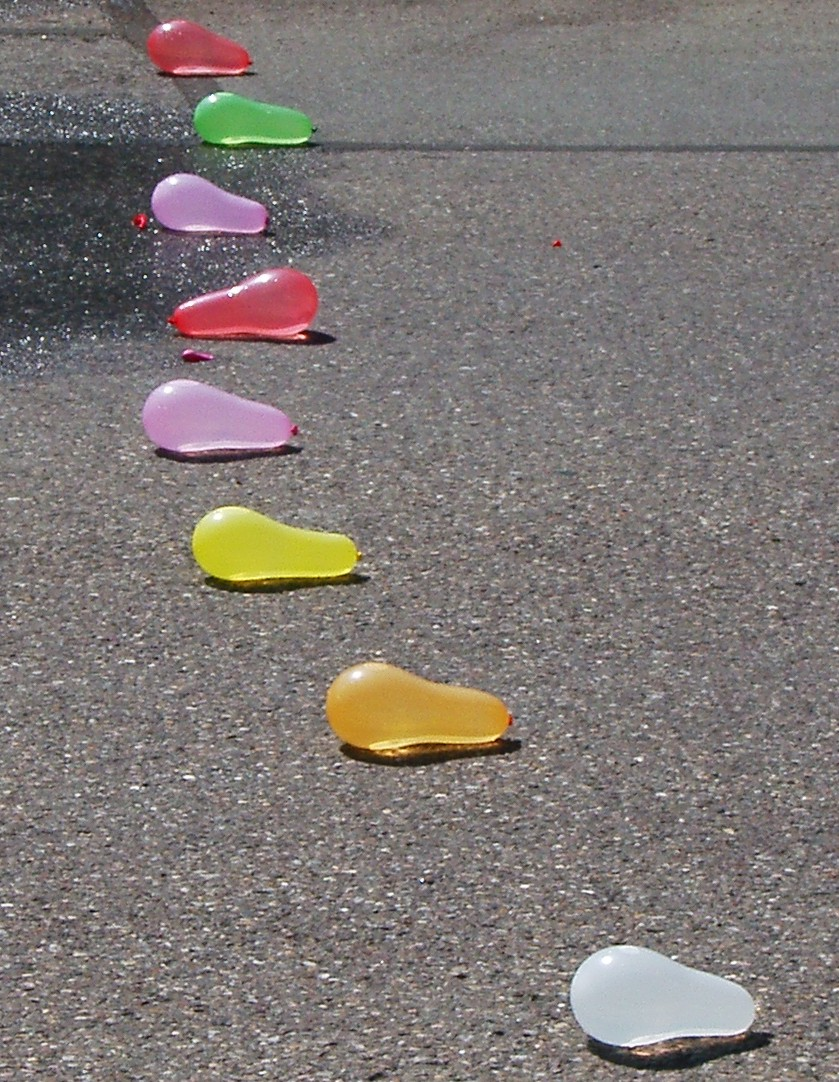
Huit bombes à eau alignées sur le sol
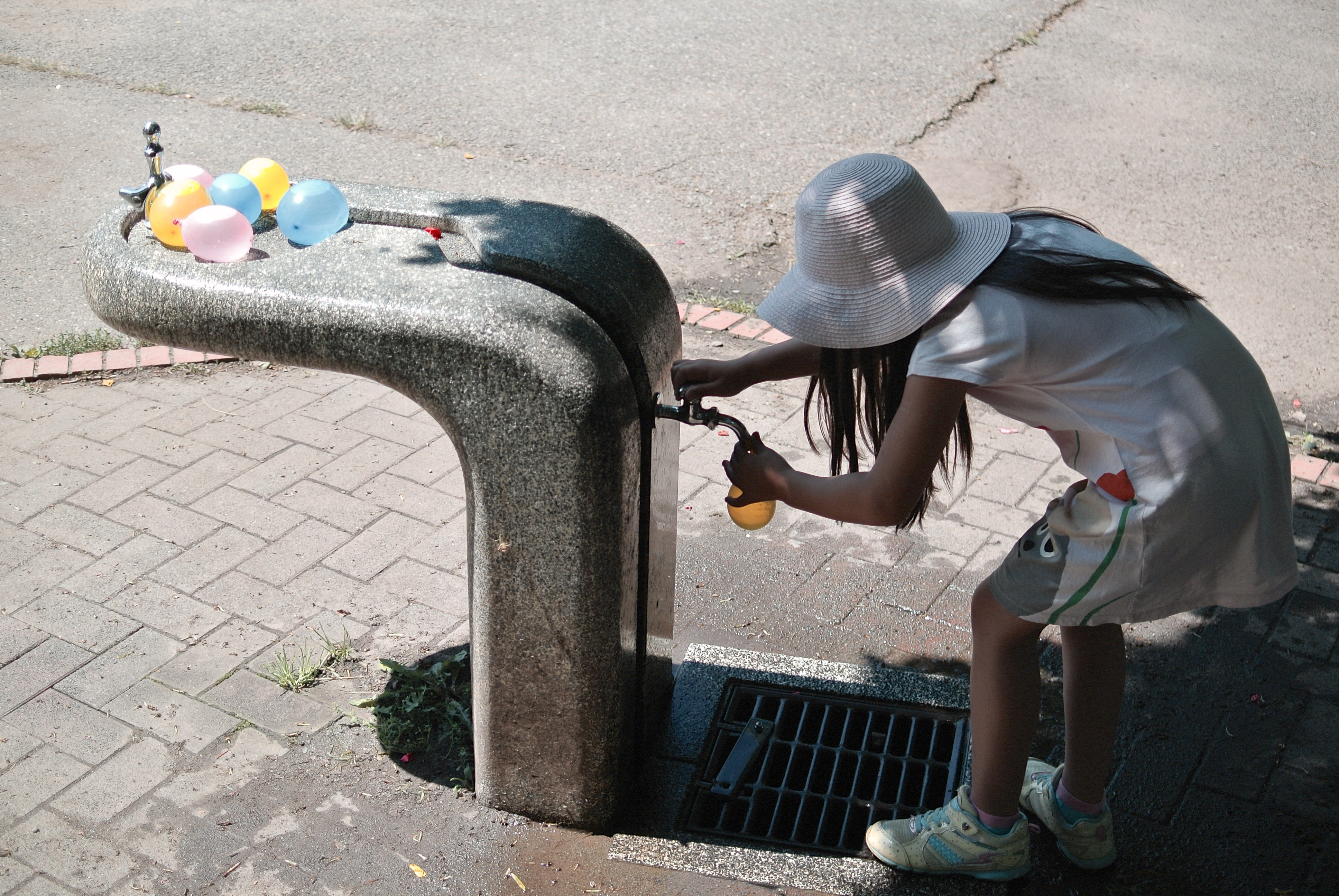
Jeune fille remplissant des ballonnets à la fontaine pour en faire des bombes à eau.

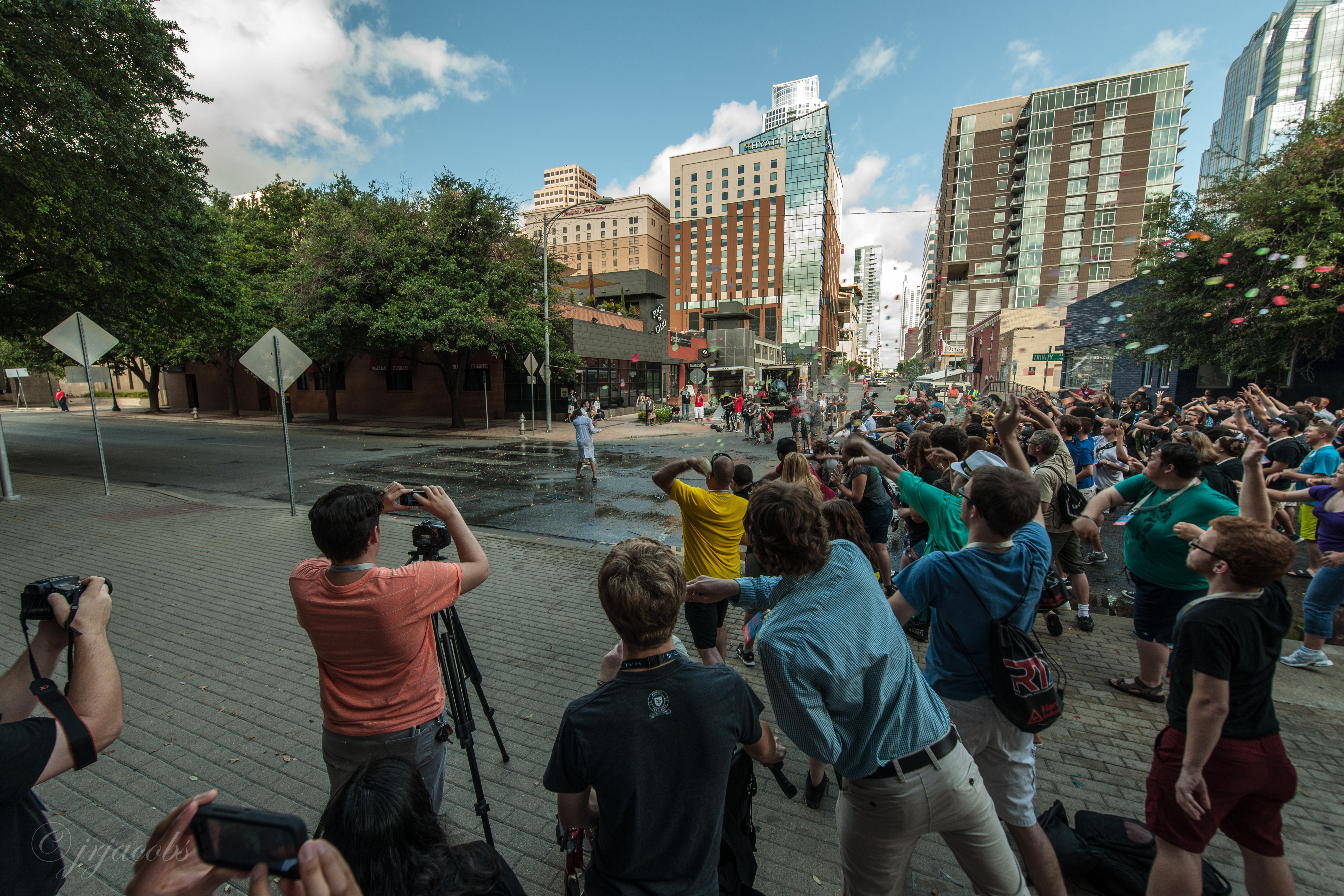
Animateurs de « The Slow Mo Guys » bombardés de ballons d'eau par les participants du RTX de 2013.